# لخ میلت

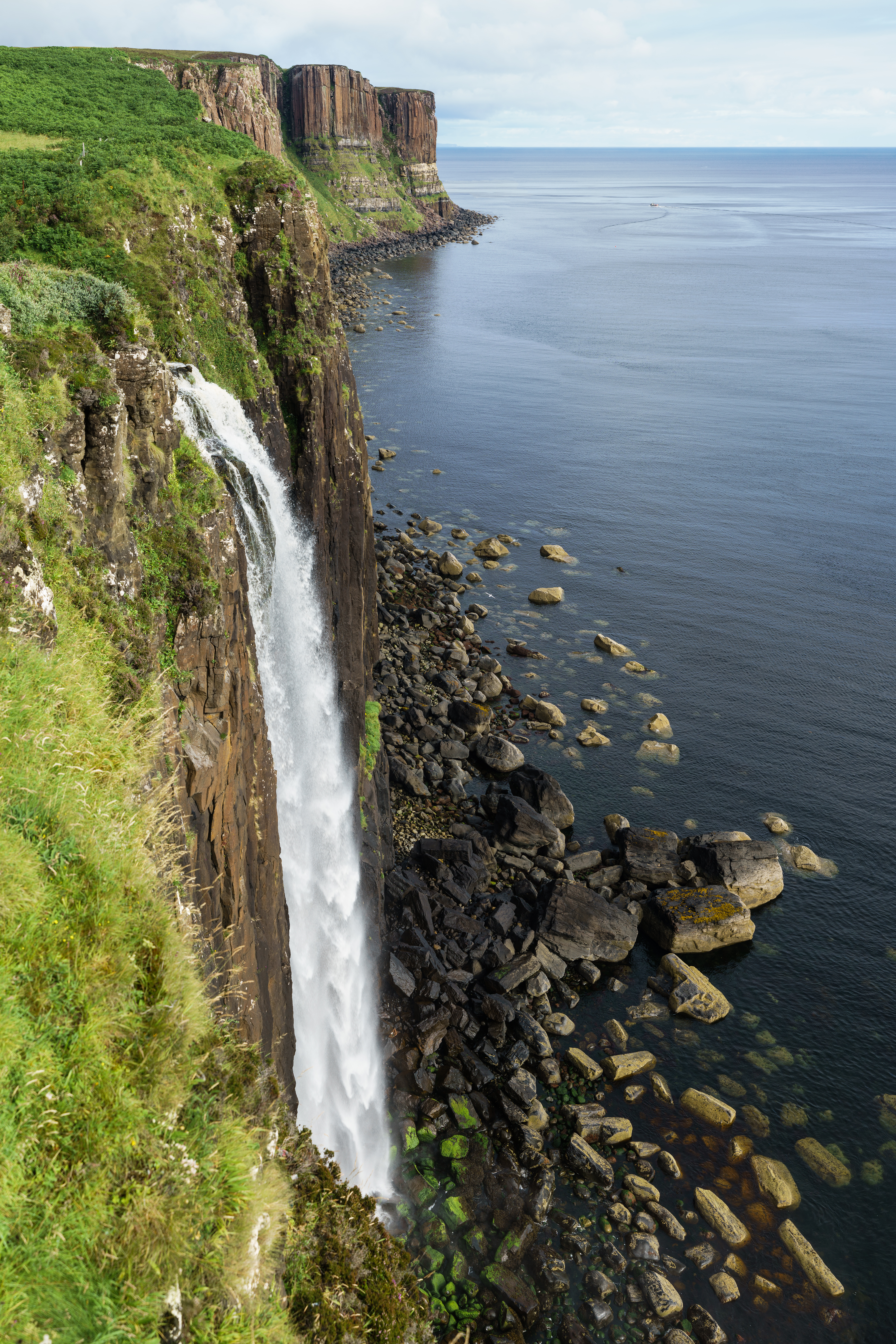
نگاره‌ای از آبشار منشعب از دریاچهٔ لُخ میلت در سکای، اسکاتلند که از ارتفاع ۵۵ متری به دریا می‌ریزد.

لُخ میلت (انگلیسی: Loch Mealt) دریاچه آب شیرینی در سکای اسکاتلند است.